# Danh sách cầu thủ tham dự Cúp bóng đá Nam Mỹ 1995
Đây là danh sách các đội hình tham dự Cúp bóng đá Nam Mỹ 1995 ở Uruguay, từ 5 đến 23 tháng 7 năm 1995. Ở mùa giải này  México and the Hoa Kỳ lại được mời.

## Bảng A

### México
Huấn luyện viên: Miguel Mejía Barón
| Số | Vt | Cầu thủ              | Ngày sinh (tuổi)            | Số trận | Câu lạc bộ    |
| -- | -- | -------------------- | --------------------------- | ------- | ------------- |
| 1  | TM | Nicolás Navarro      | 17 tháng 9, 1963 (31 tuổi)  |         | Necaxa        |
| 2  | HV | Claudio Suárez       | 17 tháng 12, 1968 (26 tuổi) |         | UNAM Pumas    |
| 3  | HV | Juan Ramírez Perales | 8 tháng 3, 1969 (26 tuổi)   |         | Monterrey     |
| 4  | HV | Ignacio Ambríz (c)   | 7 tháng 2, 1965 (30 tuổi)   |         | Necaxa        |
| 5  | HV | Ramón Ramírez        | 5 tháng 12, 1969 (25 tuổi)  |         | Guadalajara   |
| 6  | TV | Marcelino Bernal     | 27 tháng 5, 1962 (33 tuổi)  |         | Club Toluca   |
| 7  | TĐ | Carlos Hermosillo    | 24 tháng 8, 1964 (30 tuổi)  |         | Cruz Azul     |
| 8  | TV | Alberto García Aspe  | 11 tháng 5, 1967 (28 tuổi)  |         | Necaxa        |
| 9  | TĐ | Jorge Campos         | 15 tháng 10, 1966 (28 tuổi) |         | UNAM Pumas    |
| 10 | TĐ | Luis García          | 1 tháng 6, 1969 (26 tuổi)   |         | Club América  |
| 11 | TĐ | Luis Roberto Alves   | 23 tháng 5, 1967 (28 tuổi)  |         | Club América  |
| 12 | TM | Óscar Pérez Rojas    | 1 tháng 2, 1973 (22 tuổi)   |         | Cruz Azul     |
| 13 | HV | Manuel Vidrio        | 23 tháng 8, 1973 (21 tuổi)  |         | Guadalajara   |
| 14 | TV | Joaquín del Olmo     | 20 tháng 4, 1969 (26 tuổi)  |         | Club América  |
| 15 | TV | Missael Espinoza     | 12 tháng 4, 1965 (30 tuổi)  |         | Guadalajara   |
| 16 | TV | Alberto Coyote       | 26 tháng 3, 1967 (28 tuổi)  |         | Guadalajara   |
| 17 | TV | Benjamín Galindo     | 11 tháng 12, 1960 (34 tuổi) |         | Santos Laguna |
| 18 | HV | Gerardo Esquivel     | 13 tháng 1, 1966 (29 tuổi)  |         | Necaxa        |
| 19 | TĐ | Manuel Martínez      | 3 tháng 1, 1972 (23 tuổi)   |         | Guadalajara   |
| 20 | TV | Jorge Rodríguez      | 18 tháng 4, 1968 (27 tuổi)  |         | Club Toluca   |
| 21 | HV | Raúl Gutiérrez       | 16 tháng 10, 1966 (28 tuổi) |         | Club América  |
| 22 | TĐ | Luis Miguel Salvador | 22 tháng 2, 1968 (27 tuổi)  |         | Atlante F.C.  |

### Paraguay
Huấn luyện viên:   Ladislao Kubala
| Số | Vt | Cầu thủ                | Ngày sinh (tuổi)            | Số trận | Câu lạc bộ          |
| -- | -- | ---------------------- | --------------------------- | ------- | ------------------- |
| 1  | TM | Rubén Ruiz Díaz        | 11 tháng 11, 1969 (25 tuổi) |         | Monterrey           |
| 2  | HV | Silvio Suárez          | 5 tháng 1, 1969 (26 tuổi)   |         | Olimpia Asunción    |
| 3  | HV | Juan Ramón Jara        | 6 tháng 8, 1970 (24 tuổi)   |         | Rosario Central     |
| 4  | HV | Juan Carlos Villamayor | 5 tháng 3, 1969 (26 tuổi)   |         | Cerro Porteño       |
| 5  | HV | Carlos Gamarra (c)     | 17 tháng 2, 1971 (24 tuổi)  |         | Cerro Porteño       |
| 6  | HV | Celso Ayala            | 20 tháng 8, 1970 (24 tuổi)  |         | River Plate         |
| 7  | TĐ | Richard Báez           | 31 tháng 7, 1973 (21 tuổi)  |         | Olimpia Asunción    |
| 8  | TV | Estanislao Struway     | 25 tháng 6, 1968 (27 tuổi)  |         | Cerro Porteño       |
| 9  | TĐ | José Cardozo           | 19 tháng 3, 1971 (24 tuổi)  |         | Toluca              |
| 10 | TV | Roberto Acuña          | 25 tháng 3, 1972 (23 tuổi)  |         | Boca Juniors        |
| 11 | TĐ | Jorge Luis Campos      | 11 tháng 8, 1970 (24 tuổi)  |         | Olimpia Asunción    |
| 12 | TM | Jorge Battaglia        | 12 tháng 5, 1960 (35 tuổi)  |         | Olimpia Asunción    |
| 13 | HV | Osvaldo Peralta        | 2 tháng 2, 1971 (24 tuổi)   |         | Club Guaraní        |
| 14 | TV | Nery Ortíz             | 16 tháng 3, 1973 (22 tuổi)  |         | Club Guaraní        |
| 15 | TV | Julio César Enciso     | 5 tháng 8, 1974 (20 tuổi)   |         | Cerro Porteño       |
| 16 | HV | Francisco Arce         | 2 tháng 4, 1971 (24 tuổi)   |         | Grêmio              |
| 17 | TV | Gustavo Sotelo         | 16 tháng 3, 1968 (27 tuổi)  |         | Cruzeiro            |
| 18 | TĐ | Edgar Denis            | 11 tháng 9, 1978 (16 tuổi)  |         | Cerro Corá          |
| 19 | TV | Francisco Esteche      | 12 tháng 11, 1973 (21 tuổi) |         | Olimpia Asunción    |
| 20 | TV | Adriano Samaniego      | 8 tháng 9, 1963 (31 tuổi)   |         | Olimpia Asunción    |
| 21 | TV | Pedro Sarabia          | 5 tháng 7, 1975 (20 tuổi)   |         | Club Sport Colombia |
| 22 | TM | Danilo Aceval          | 15 tháng 9, 1975 (19 tuổi)  |         | Cerro Porteño       |

### Uruguay
Huấn luyện viên: Héctor Núñez
| Số | Vt | Cầu thủ            | Ngày sinh (tuổi)            | Số trận | Câu lạc bộ        |
| -- | -- | ------------------ | --------------------------- | ------- | ----------------- |
| 1  | TM | Fernando Alvez     | 4 tháng 9, 1959 (35 tuổi)   |         | CA River Plate    |
| 2  | HV | Oscar Aguirregaray | 25 tháng 10, 1959 (35 tuổi) |         | Peñarol           |
| 3  | HV | Eber Moas          | 21 tháng 3, 1969 (26 tuổi)  |         | América de Cali   |
| 4  | HV | José Oscar Herrera | 17 tháng 6, 1965 (30 tuổi)  |         | Cagliari          |
| 5  | HV | Álvaro Gutiérrez   | 21 tháng 7, 1968 (26 tuổi)  |         | Nacional          |
| 6  | HV | Edgardo Adinolfi   | 27 tháng 3, 1973 (22 tuổi)  |         | CA River Plate    |
| 7  | TĐ | Marcelo Otero      | 14 tháng 4, 1971 (24 tuổi)  |         | Peñarol           |
| 8  | TV | Pablo Bengoechea   | 27 tháng 6, 1965 (30 tuổi)  |         | Peñarol           |
| 9  | TĐ | Daniel Fonseca     | 13 tháng 9, 1969 (25 tuổi)  |         | AS Roma           |
| 10 | TĐ | Enzo Phápscoli (c) | 12 tháng 11, 1961 (33 tuổi) |         | River Plate       |
| 11 | TV | Gustavo Poyet      | 15 tháng 11, 1967 (27 tuổi) |         | Real Zaragoza     |
| 12 | TM | Claudio Arbiza     | 3 tháng 3, 1967 (28 tuổi)   |         | Olimpia Asunción  |
| 13 | TĐ | Rubén da Silva     | 11 tháng 4, 1968 (27 tuổi)  |         | Boca Juniors      |
| 14 | HV | Gustavo Méndez     | 3 tháng 2, 1971 (24 tuổi)   |         | Nacional          |
| 15 | TV | Marcelo Saralegui  | 18 tháng 5, 1971 (24 tuổi)  |         | Racing Club       |
| 16 | HV | Luis Diego López   | 22 tháng 8, 1974 (20 tuổi)  |         | CA River Plate    |
| 17 | TĐ | Sergio Martínez    | 15 tháng 2, 1969 (26 tuổi)  |         | Boca Juniors      |
| 18 | HV | Tabaré Silva       | 30 tháng 8, 1974 (20 tuổi)  |         | Defensor Sporting |
| 19 | TV | Nelson Abeijón     | 27 tháng 7, 1973 (21 tuổi)  |         | Nacional          |
| 20 | TĐ | Rubén Sosa         | 25 tháng 4, 1966 (29 tuổi)  |         | Internazionale    |
| 21 | TV | Diego Dorta        | 31 tháng 12, 1971 (23 tuổi) |         | Peñarol           |
| 22 | TM | Oscar Ferro        | 2 tháng 3, 1967 (28 tuổi)   |         | Peñarol           |

### Venezuela
Huấn luyện viên:  Rafael Santana
| Số | Vt | Cầu thủ             | Ngày sinh (tuổi)            | Số trận | Câu lạc bộ          |
| -- | -- | ------------------- | --------------------------- | ------- | ------------------- |
| 1  | TM | Rafael Dudamel      | 7 tháng 1, 1973 (22 tuổi)   |         | El Vigía            |
| 2  | HV | Héctor Rivas (c)    | 27 tháng 9, 1968 (26 tuổi)  |         | Marítimo            |
| 3  | HV | Elvis Martínez      | 4 tháng 10, 1970 (24 tuổi)  |         | Caracas Fútbol Club |
| 4  | HV | Marcos Mathías      | 15 tháng 5, 1963 (32 tuổi)  |         | Trujillanos         |
| 5  | TV | Sergío Hernández    | 31 tháng 1, 1971 (24 tuổi)  |         | Táchira             |
| 6  | HV | Edson Tortolero     | 27 tháng 8, 1971 (23 tuổi)  |         | Minervén            |
| 7  | TV | Leonardo González   | 14 tháng 7, 1972 (22 tuổi)  |         | Trujillanos         |
| 8  | TV | Gerson Díaz         | 11 tháng 2, 1972 (23 tuổi)  |         | Caracas Fútbol Club |
| 9  | TĐ | José Luis Dolgetta  | 1 tháng 8, 1970 (24 tuổi)   |         | Táchira             |
| 10 | TV | Gabriel Miranda     | 20 tháng 8, 1968 (26 tuổi)  |         | Caracas Fútbol Club |
| 11 | TĐ | Juan Enrique García | 16 tháng 4, 1970 (25 tuổi)  |         | Minervén            |
| 12 | TM | Félix Golindano     | 12 tháng 3, 1974 (21 tuổi)  |         | Trujillanos         |
| 13 | HV | Luis Filosa         | 15 tháng 2, 1973 (22 tuổi)  |         | Mineros             |
| 14 | TV | William González    | 27 tháng 12, 1969 (25 tuổi) |         | Mineros             |
| 15 | TV | Alexander Hezzel    | 12 tháng 8, 1964 (30 tuổi)  |         | Caracas Fútbol Club |
| 16 | TĐ | Dioni Guerra        | 27 tháng 9, 1971 (23 tuổi)  |         | Minervén            |
| 17 | TĐ | Edson Rodríguez     | 24 tháng 7, 1970 (24 tuổi)  |         | Sport Maritimo      |
| 18 | HV | Jesús Valbuena      | 28 tháng 7, 1969 (25 tuổi)  |         | Trujillanos         |
| 19 | HV | Carlos José García  | 12 tháng 11, 1971 (23 tuổi) |         | Minervén            |
| 20 | TV | Wilson Chacón       | 11 tháng 5, 1971 (24 tuổi)  |         | Táchira             |
| 21 | TĐ | Stalin Rivas        | 5 tháng 9, 1971 (23 tuổi)   |         | Caracas Fútbol Club |
| 22 | TM | Gilberto Angelucci  | 7 tháng 8, 1967 (27 tuổi)   |         | San Lorenzo         |

## Bảng B

### Brasil
Huấn luyện viên: Mário Zagallo
| Số | Vt | Cầu thủ          | Ngày sinh (tuổi)            | Số trận | Câu lạc bộ       |
| -- | -- | ---------------- | --------------------------- | ------- | ---------------- |
| 1  | TM | Cláudio Taffarel | 8 tháng 5, 1966 (29 tuổi)   |         | Atlético Mineiro |
| 2  | HV | Jorginho         | 17 tháng 8, 1964 (30 tuổi)  |         | Kashima Antlers  |
| 3  | HV | Aldair           | 30 tháng 11, 1965 (29 tuổi) |         | Roma             |
| 4  | HV | Ronaldão         | 19 tháng 6, 1965 (30 tuổi)  |         | Shimizu S-Pulse  |
| 5  | TV | César Sampaio    | 31 tháng 3, 1968 (27 tuổi)  |         | Yokohama Flügels |
| 6  | HV | Roberto Carlos   | 10 tháng 4, 1973 (22 tuổi)  |         | Palmeiras        |
| 7  | TĐ | Edmundo          | 2 tháng 4, 1971 (24 tuổi)   |         | Flamengo         |
| 8  | TV | Dunga (c)        | 31 tháng 10, 1963 (31 tuổi) |         | Júbilo Iwata     |
| 9  | TĐ | Túlio            | 2 tháng 6, 1969 (26 tuổi)   |         | Botafogo         |
| 10 | TV | Juninho Paulista | 22 tháng 2, 1973 (22 tuổi)  |         | São Paulo        |
| 11 | TV | Zinho            | 17 tháng 6, 1967 (28 tuổi)  |         | Yokohama Flügels |
| 12 | TM | Danrlei          | 18 tháng 4, 1973 (22 tuổi)  |         | Grêmio           |
| 13 | HV | Rodrigo          | 19 tháng 3, 1973 (22 tuổi)  |         | Vitória          |
| 14 | HV | André Cruz       | 20 tháng 9, 1968 (26 tuổi)  |         | Napoli           |
| 15 | TV | Narciso          | 23 tháng 12, 1973 (21 tuổi) |         | Santos           |
| 16 | TV | Leandro Ávila    | 6 tháng 4, 1971 (24 tuổi)   |         | Vasco da Gama    |
| 17 | TV | Beto             | 7 tháng 1, 1975 (20 tuổi)   |         | Botafogo         |
| 18 | TV | Leonardo         | 5 tháng 9, 1969 (25 tuổi)   |         | Kashima Antlers  |
| 19 | TV | Souza            | 6 tháng 6, 1975 (20 tuổi)   |         | Corinthians      |
| 20 | TĐ | Ronaldo          | 22 tháng 9, 1976 (18 tuổi)  |         | PSV Eindhoven    |
| 21 | TV | Sávio            | 9 tháng 1, 1974 (21 tuổi)   |         | Flamengo         |
| 22 | TM | Dida             | 7 tháng 10, 1973 (21 tuổi)  |         | Cruzeiro         |

### Colombia
Huấn luyện viên: Hernán Darío Gómez
| Số | Vt | Cầu thủ               | Ngày sinh (tuổi)            | Số trận | Câu lạc bộ             |
| -- | -- | --------------------- | --------------------------- | ------- | ---------------------- |
| 1  | TM | René Higuita          | 28 tháng 8, 1966 (28 tuổi)  |         | Atlético Nacional      |
| 2  | HV | José Santa            | 12 tháng 11, 1970 (24 tuổi) |         | Atlético Nacional      |
| 3  | HV | Alexis Mendoza        | 8 tháng 11, 1961 (33 tuổi)  |         | Atlético Junior        |
| 4  | HV | Alex Fernández        | 22 tháng 5, 1970 (25 tuổi)  |         | Independiente Medellín |
| 5  | HV | Jorge Bermúdez        | 18 tháng 6, 1971 (24 tuổi)  |         | América de Cali        |
| 6  | TV | Hermán Gaviria        | 27 tháng 11, 1969 (25 tuổi) |         | Atlético Nacional      |
| 7  | TĐ | Miguel Angel Guerrero | 7 tháng 12, 1967 (27 tuổi)  |         | A.S. Bari              |
| 8  | TV | John Harold Lozano    | 30 tháng 3, 1972 (23 tuổi)  |         | Palmeiras              |
| 9  | TĐ | Níver Arboleda        | 12 tháng 12, 1967 (27 tuổi) |         | Deportivo Cali         |
| 10 | TV | Carlos Valderrama (c) | 2 tháng 9, 1961 (33 tuổi)   |         | Atlético Junior        |
| 11 | TĐ | Faustino Asprilla     | 10 tháng 11, 1969 (25 tuổi) |         | Parma                  |
| 12 | TM | Miguel Calero         | 14 tháng 4, 1971 (24 tuổi)  |         | Deportivo Cali         |
| 13 | HV | Wilmer Cabrera        | 15 tháng 9, 1967 (27 tuổi)  |         | América de Cali        |
| 14 | TV | Leonel Álvarez        | 29 tháng 7, 1965 (29 tuổi)  |         | América de Cali        |
| 15 | TV | Bonner Mosquera       | 2 tháng 12, 1970 (24 tuổi)  |         | Millonarios            |
| 16 | TĐ | Víctor Aristizábal    | 9 tháng 12, 1971 (23 tuổi)  |         | Atlético Nacional      |
| 17 | TĐ | Freddy León           | 24 tháng 9, 1970 (24 tuổi)  |         | Millonarios            |
| 18 | HV | James Cardona         | 30 tháng 3, 1967 (28 tuổi)  |         | América de Cali        |
| 19 | TV | Freddy Rincón         | 14 tháng 8, 1966 (28 tuổi)  |         | SSC Napoli             |
| 20 | TV | Luis Manuel Quiñonez  | 5 tháng 10, 1968 (26 tuổi)  |         | Once Caldas            |
| 21 | TV | Francisco Cassiani    | 10 tháng 1, 1970 (25 tuổi)  |         | Atlético Junior        |
| 22 | TM | Oscar Córdoba         | 3 tháng 2, 1970 (25 tuổi)   |         | América de Cali        |

### Ecuador
Huấn luyện viên: Francisco Maturana
| Số | Vt | Cầu thủ                 | Ngày sinh (tuổi)            | Số trận | Câu lạc bộ        |
| -- | -- | ----------------------- | --------------------------- | ------- | ----------------- |
| 1  | TM | José Francisco Cevallos | 11 tháng 4, 1971 (24 tuổi)  |         | Barcelona         |
| 2  | HV | Juan Guamán             | 27 tháng 6, 1965 (30 tuổi)  |         | LDU Quito         |
| 3  | HV | Iván Hurtado            | 16 tháng 8, 1974 (20 tuổi)  |         | Emelec            |
| 4  | HV | Luis Capurro (c)        | 1 tháng 5, 1961 (34 tuổi)   |         | Emelec            |
| 5  | HV | Máximo Tenorio          | 30 tháng 9, 1969 (25 tuổi)  |         | Emelec            |
| 6  | TV | Nixon Carcelén          | 10 tháng 2, 1969 (26 tuổi)  |         | Deportivo Quito   |
| 7  | TV | Alex Aguinaga           | 9 tháng 7, 1968 (26 tuổi)   |         | Necaxa            |
| 8  | TV | Juan Carlos Garay       | 15 tháng 9, 1968 (26 tuổi)  |         | LDU Quito         |
| 9  | TĐ | Eduardo Hurtado         | 12 tháng 1, 1969 (26 tuổi)  |         | Emelec            |
| 10 | TV | Ivo Ron                 | 16 tháng 1, 1967 (28 tuổi)  |         | Emelec            |
| 11 | TĐ | Patricio Hurtado        | 6 tháng 7, 1974 (20 tuổi)   |         | LDU Quito         |
| 12 | TM | Carlos Luis Morales     | 12 tháng 6, 1965 (30 tuổi)  |         | Independiente     |
| 13 | TV | Nicolás Asencio         | 26 tháng 4, 1975 (20 tuổi)  |         | Aucas             |
| 14 | HV | Raul Noriega            | 1 tháng 1, 1970 (25 tuổi)   |         | Barcelona         |
| 15 | HV | Dannes Coronel          | 24 tháng 5, 1963 (32 tuổi)  |         | Emelec            |
| 16 | HV | Holger Quiñonez         | 18 tháng 9, 1962 (32 tuổi)  |         | Deportivo Pereira |
| 17 | TĐ | Energio Díaz            | 15 tháng 9, 1969 (25 tuổi)  |         | Deportivo Cuenca  |
| 18 | TĐ | Diego Herrera           | 29 tháng 4, 1969 (26 tuổi)  |         | LDU Quito         |
| 19 | TĐ | Johnny Léon             | 18 tháng 5, 1969 (26 tuổi)  |         | Green Cross       |
| 20 | TĐ | José Marco Mora         | 28 tháng 8, 1975 (19 tuổi)  |         | Barcelona         |
| 21 | TV | Héctor Carabalí         | 15 tháng 2, 1972 (23 tuổi)  |         | Barcelona         |
| 22 | TM | Jacinto Espinoza        | 24 tháng 11, 1969 (25 tuổi) |         | Emelec            |

### Perú
Huấn luyện viên: Miguel Company
| Số | Vt | Cầu thủ             | Ngày sinh (tuổi)            | Số trận | Câu lạc bộ                |
| -- | -- | ------------------- | --------------------------- | ------- | ------------------------- |
| 1  | TM | Miguel Miranda      | 13 tháng 8, 1966 (28 tuổi)  |         | Deportivo Sipesa          |
| 2  | TV | Jorge Soto          | 27 tháng 10, 1971 (23 tuổi) |         | Sporting Cristal          |
| 3  | HV | Juan Reynoso        | 28 tháng 12, 1969 (25 tuổi) |         | Cruz Azul                 |
| 4  | HV | Percy Olivares      | 5 tháng 6, 1968 (27 tuổi)   |         | CD Tenerife               |
| 5  | HV | Alfonso Dulanto     | 22 tháng 7, 1969 (25 tuổi)  |         | Universitario de Deportes |
| 6  | HV | José Soto           | 11 tháng 1, 1970 (25 tuổi)  |         | Sporting Cristal          |
| 7  | TĐ | Ronald Pablo Baroni | 8 tháng 4, 1968 (27 tuổi)   |         | FC Porto                  |
| 8  | TV | José del Solar (c)  | 27 tháng 11, 1967 (27 tuổi) |         | CD Tenerife               |
| 9  | TĐ | Alberto Ramírez     | 5 tháng 11, 1968 (26 tuổi)  |         | Deportivo Sipesa          |
| 10 | TV | Roberto Palacios    | 28 tháng 12, 1972 (22 tuổi) |         | Sporting Cristal          |
| 11 | TV | Germán Pinillos     | 6 tháng 4, 1972 (23 tuổi)   |         | Sporting Cristal          |
| 12 | TM | Martín Yupanqui     | 20 tháng 10, 1962 (32 tuổi) |         | Universitario de Deportes |
| 13 | TĐ | Alex Magallanes     | 1 tháng 3, 1974 (21 tuổi)   |         | Sporting Cristal          |
| 14 | HV | Alexis Ubillús      | 30 tháng 12, 1972 (22 tuổi) |         | Universitario de Deportes |
| 15 | TV | Nolberto Solano     | 12 tháng 12, 1974 (20 tuổi) |         | Sporting Cristal          |
| 16 | HV | Julio César Rivera  | 12 tháng 4, 1968 (27 tuổi)  |         | Sporting Cristal          |
| 17 | TV | Juan José Jayo      | 20 tháng 1, 1973 (22 tuổi)  |         | Alianza Lima              |
| 18 | HV | Martín García       | 4 tháng 6, 1970 (25 tuổi)   |         | Deportivo Sipesa          |
| 19 | TV | Germán Carty        | 16 tháng 7, 1968 (26 tuổi)  |         | Universitario de Deportes |
| 20 | TV | Martín Rodríguez    | 24 tháng 9, 1968 (26 tuổi)  |         | Universitario de Deportes |
| 21 | TM | Rafael Quesada      | 16 tháng 8, 1971 (23 tuổi)  |         | Ciclista Lima             |
| 22 | TV | José Luis Carranza  | 8 tháng 1, 1964 (31 tuổi)   |         | Universitario de Deportes |

## Bảng C

### Argentina
Huấn luyện viên: Daniel Passarella
| Số | Vt | Cầu thủ             | Ngày sinh (tuổi)            | Số trận | Câu lạc bộ              |
| -- | -- | ------------------- | --------------------------- | ------- | ----------------------- |
| 1  | TM | Hernán Cristante    | 16 tháng 9, 1969 (25 tuổi)  |         | Club Atlético Platense  |
| 2  | HV | Roberto Ayala       | 14 tháng 4, 1973 (22 tuổi)  |         | Parma                   |
| 3  | HV | José Antonio Chamot | 17 tháng 5, 1969 (26 tuổi)  |         | S.S. Lazio              |
| 4  | HV | Javier Zanetti      | 10 tháng 8, 1973 (21 tuổi)  |         | Internazionale          |
| 5  | TV | Hugo Pérez          | 6 tháng 9, 1968 (26 tuổi)   |         | Sporting Gijón          |
| 6  | HV | Fernando Cáceres    | 7 tháng 2, 1969 (26 tuổi)   |         | Real Zaragoza           |
| 7  | TĐ | Abel Balbo          | 1 tháng 6, 1966 (29 tuổi)   |         | AS Roma                 |
| 8  | TV | Diego Simeone       | 28 tháng 4, 1970 (25 tuổi)  |         | Atlético Madrid         |
| 9  | TĐ | Gabriel Batistuta   | 1 tháng 2, 1969 (26 tuổi)   |         | Fiorentina              |
| 10 | TV | Marcelo Gallardo    | 18 tháng 1, 1976 (19 tuổi)  |         | River Plate             |
| 11 | TV | Sergio Berti        | 17 tháng 2, 1969 (26 tuổi)  |         | River Plate             |
| 12 | TM | Carlos Bossio       | 1 tháng 12, 1973 (21 tuổi)  |         | Estudiantes de La Plata |
| 13 | HV | Ricardo Altamirano  | 12 tháng 12, 1965 (29 tuổi) |         | River Plate             |
| 14 | HV | Gabriel Schurrer    | 16 tháng 8, 1971 (23 tuổi)  |         | Club Atlético Lanús     |
| 15 | HV | Néstor Fabbri       | 29 tháng 4, 1968 (27 tuổi)  |         | Boca Juniors            |
| 16 | TV | Leonardo Astrada    | 6 tháng 1, 1970 (25 tuổi)   |         | River Plate             |
| 17 | TV | Marcelo Escudero    | 25 tháng 7, 1972 (22 tuổi)  |         | Newell's Old Boys       |
| 18 | TV | Marcelo Espina (c)  | 28 tháng 4, 1967 (28 tuổi)  |         | Colo-Colo               |
| 19 | TV | Ariel Ortega        | 4 tháng 3, 1974 (21 tuổi)   |         | River Plate             |
| 20 | TĐ | Alberto Acosta      | 23 tháng 8, 1966 (28 tuổi)  |         | Universidad Católica    |
| 21 | TV | Juan José Borrelli  | 8 tháng 10, 1970 (24 tuổi)  |         | Panathinaikos           |
| 22 | TM | Germán Burgos       | 16 tháng 4, 1969 (26 tuổi)  |         | River Plate             |

### Bolivia
Huấn luyện viên:  Antonio López Habas
| Số | Vt | Cầu thủ                   | Ngày sinh (tuổi)            | Số trận | Câu lạc bộ             |
| -- | -- | ------------------------- | --------------------------- | ------- | ---------------------- |
| 1  | TM | Carlos Trucco             | 11 tháng 8, 1957 (37 tuổi)  |         | C.F. Pachuca           |
| 2  | HV | Juan Carlos Ruiz          | 14 tháng 8, 1968 (26 tuổi)  |         | Bolivar                |
| 3  | HV | Marco Sandy               | 29 tháng 8, 1971 (23 tuổi)  |         | Bolivar                |
| 4  | HV | Miguel Rimba              | 1 tháng 11, 1967 (27 tuổi)  |         | Bolivar                |
| 5  | HV | Juan Manuel Peña          | 17 tháng 1, 1973 (22 tuổi)  |         | Independiente Santa Fe |
| 6  | TV | Luis Cristaldo            | 31 tháng 8, 1969 (25 tuổi)  |         | Bolivar                |
| 7  | TĐ | Demetrio Angola           | 22 tháng 6, 1965 (30 tuổi)  |         | Jorge Wilstermann      |
| 8  | TV | José Melgar               | 20 tháng 9, 1959 (35 tuổi)  |         | Bolivar                |
| 9  | TĐ | Álvaro Peña               | 11 tháng 2, 1966 (29 tuổi)  |         | Cortuluá               |
| 10 | TĐ | Marco Etcheverry          | 26 tháng 9, 1970 (24 tuổi)  |         | América de Cali        |
| 11 | TĐ | Miguel Mercado            | 30 tháng 8, 1975 (19 tuổi)  |         | Bolivar                |
| 22 | TM | Mauricio Soria            | 1 tháng 6, 1966 (29 tuổi)   |         | Bolivar                |
| 13 | HV | Óscar Carmelo Sánchez     | 16 tháng 7, 1971 (23 tuổi)  |         | The Strongest          |
| 14 | TV | Mauricio Ramos            | 9 tháng 3, 1969 (26 tuổi)   |         | Bolivar                |
| 15 | HV | Gustavo Quinteros         | 15 tháng 2, 1965 (30 tuổi)  |         | San Lorenzo            |
| 16 | TĐ | Raúl Medeiros             | 2 tháng 2, 1975 (20 tuổi)   |         | BK Häcken              |
| 17 | TĐ | Berthy Suárez             | 24 tháng 6, 1969 (26 tuổi)  |         | Guabirá                |
| 18 | TV | Carlos Fernando Borja (c) | 25 tháng 12, 1957 (37 tuổi) |         | Bolivar                |
| 19 | HV | Iván Sabino Castillo      | 11 tháng 7, 1970 (24 tuổi)  |         | Bolivar                |
| 20 | TĐ | Julio César Baldivieso    | 2 tháng 12, 1971 (23 tuổi)  |         | Newell's Old Boys      |
| 21 | TV | Robert Arteaga            | 10 tháng 2, 1973 (22 tuổi)  |         | The Strongest          |
| 22 | TM | Marcelo Torrico           | 11 tháng 1, 1972 (23 tuổi)  |         | The Strongest          |

### Chile
Huấn luyện viên:  Xabier Azkargorta
| Số | Vt | Cầu thủ             | Ngày sinh (tuổi)            | Số trận | Câu lạc bộ           |
| -- | -- | ------------------- | --------------------------- | ------- | -------------------- |
| 1  | TM | Marcelo Ramírez     | 29 tháng 5, 1965 (30 tuổi)  | 9       | Colo-Colo            |
| 2  | HV | Gabriel Mendoza     | 22 tháng 5, 1968 (27 tuổi)  | 28      | Colo-Colo            |
| 3  | HV | Eduardo Vilches     | 21 tháng 4, 1963 (32 tuổi)  | 25      | Necaxa               |
| 4  | HV | Javier Margas       | 10 tháng 5, 1969 (26 tuổi)  | 24      | Colo-Colo            |
| 5  | HV | Miguel Ramírez      | 11 tháng 6, 1970 (25 tuổi)  | 28      | Colo-Colo            |
| 6  | TV | Fabián Guevara      | 22 tháng 6, 1968 (27 tuổi)  | 19      | Monterrey            |
| 7  | TV | Esteban Valencia    | 8 tháng 1, 1974 (21 tuổi)   | 10      | Universidad de Chile |
| 8  | TV | Patricio Mardones   | 17 tháng 7, 1962 (32 tuổi)  | 28      | Universidad de Chile |
| 9  | TĐ | Sebastián Rozental  | 1 tháng 9, 1976 (18 tuổi)   | 5       | Universidad Católica |
| 10 | TV | José Luis Sierra    | 5 tháng 12, 1968 (26 tuổi)  | 12      | São Paulo            |
| 11 | TĐ | Ivo Basay           | 13 tháng 4, 1966 (29 tuổi)  | 22      | Necaxa               |
| 12 | TM | Marco Cornez (c)    | 15 tháng 10, 1958 (36 tuổi) | 22      | Everton              |
| 13 | TV | Clarence Acuña      | 8 tháng 2, 1975 (20 tuổi)   | 5       | O'Higgins            |
| 14 | HV | Rodrigo Pérez       | 19 tháng 8, 1973 (21 tuổi)  | 4       | O'Higgins            |
| 15 | TV | Fabián Estay        | 5 tháng 10, 1968 (26 tuổi)  | 33      | Colo-Colo            |
| 16 | HV | Ronald Fuentes      | 22 tháng 6, 1969 (26 tuổi)  | 14      | Universidad de Chile |
| 17 | TV | Nelson Parraguez    | 5 tháng 4, 1971 (24 tuổi)   | 16      | Universidad Católica |
| 18 | TV | Pablo Galdames      | 26 tháng 6, 1974 (21 tuổi)  | 4       | Unión Española       |
| 19 | HV | Christian Castañeda | 18 tháng 9, 1968 (26 tuổi)  | 6       | Universidad de Chile |
| 20 | TĐ | Marcelo Salas       | 24 tháng 12, 1974 (20 tuổi) | 11      | Universidad de Chile |
| 21 | TĐ | Rodrigo Ruiz        | 10 tháng 5, 1972 (23 tuổi)  | 3       | Puebla F.C.          |
| 22 | TĐ | Rodrigo Barrera     | 30 tháng 3, 1970 (25 tuổi)  | 10      | Universidad Católica |

### Hoa Kỳ
Huấn luyện viên: Steve Sampson
| Số | Vt | Cầu thủ            | Ngày sinh (tuổi)            | Số trận | Câu lạc bộ         |
| -- | -- | ------------------ | --------------------------- | ------- | ------------------ |
| 1  | TM | Brad Friedel       | 18 tháng 5, 1971 (24 tuổi)  |         | Brøndby IF         |
| 2  | HV | Mike Lapper        | 28 tháng 8, 1970 (24 tuổi)  |         | VfL Wolfsburg      |
| 3  | HV | Brian Bliss        | 28 tháng 9, 1965 (29 tuổi)  |         | FC Carl Zeiss Jena |
| 4  | TV | Mike Burns         | 14 tháng 9, 1970 (24 tuổi)  |         | US Soccer          |
| 5  | TV | Thomas Dooley      | 5 tháng 12, 1961 (33 tuổi)  |         | Bayer Leverkusen   |
| 6  | TV | John Harkes        | 6 tháng 3, 1967 (28 tuổi)   |         | Derby County       |
| 7  | TĐ | Joe-Max Moore      | 23 tháng 2, 1971 (24 tuổi)  |         | FC Saarbrücken     |
| 8  | TĐ | Earnie Stewart     | 28 tháng 3, 1969 (26 tuổi)  |         | Willem II Tilburg  |
| 9  | TV | Tab Ramos          | 21 tháng 9, 1966 (28 tuổi)  |         | Tigres UANL        |
| 10 | TV | Mike Sorber        | 14 tháng 5, 1971 (24 tuổi)  |         | UNAM Pumas         |
| 11 | TĐ | Eric Wynalda       | 9 tháng 6, 1969 (26 tuổi)   |         | VfL Bochum         |
| 12 | TM | Juergen Sommer     | 27 tháng 2, 1969 (26 tuổi)  |         | Luton Town         |
| 13 | TĐ | Cobi Jones         | 16 tháng 6, 1970 (25 tuổi)  |         | Coventry City      |
| 14 | TV | Frank Klopas       | 1 tháng 9, 1966 (28 tuổi)   |         | Apollon Athinon    |
| 15 | HV | Jovan Kirovski     | 18 tháng 3, 1976 (19 tuổi)  |         | Manchester United  |
| 16 | TV | Gregg Berhalter    | 1 tháng 8, 1973 (21 tuổi)   |         | FC Zwolle          |
| 17 | TV | Marcelo Balboa (c) | 8 tháng 8, 1967 (27 tuổi)   |         | Club León          |
| 18 | TM | Kasey Keller       | 29 tháng 11, 1969 (25 tuổi) |         | Millwall F.C.      |
| 19 | TĐ | John Kerr          | 6 tháng 3, 1965 (30 tuổi)   |         | Millwall F.C.      |
| 20 | HV | Paul Caligiuri     | 9 tháng 5, 1964 (31 tuổi)   |         | Los Angeles Salsa  |
| 21 | TV | Claudio Reyna      | 20 tháng 7, 1973 (21 tuổi)  |         | Bayer Leverkusen   |
| 22 | HV | Alexi Lalas        | 1 tháng 6, 1970 (25 tuổi)   |         | Calcio Padova      |